# Gambusia nobilis
Gambusia nobilis је зракоперка из реда Cyprinodontiformes.

## Угроженост
Ова врста се сматра рањивом у погледу угрожености врсте од изумирања.

## Распрострањење
Врста има станиште у Мексику и Сједињеним Америчким Државама.

## Станиште
Станиште врсте су слатководна подручја.